# فليحة حسن
فليحة حسن، شاعرة وكاتبة عراقية. ولدت في العراق عام 1967، وحاصلة على ماجستير لغة عربية. هي عضو مؤسس لمنتدى الأدباء الشباب في النجف و مديرة تحرير مجلة (بانيقيا) الصادرة عن اتحاد أدباء النجف.

## الحياة المُبكّرة والتعليم
نشأت فليحة حسن في النجف، حيثُ كانت تقرأ مبكراً عندما كانت طفلة، ولكن توقَّف تعليمها في عام 1980 عندما أغلقت مدرستها الإعدادية بسبب الحرب الإيرانية العراقية. حصلت في النهاية على درجة الماجستير في الأدب العربي من جامعة الكوفة عام 2006.

## المسيرة المهنيّة

### البداية
ولدت الشاعرة والكاتبة العراقية فليحة حسن في النجف في العراق عام 1967، و حاصلة على ماجستير لغة عربية. هي عضو مؤسس لمنتدى الأدباء الشباب في النجف و مديرة تحرير مجلة (بانيقيا) الصادرة عن اتحاد أدباء النجف. كما أنها عضو الهيئة الإدارية في اتحاد أدباء النجف وعضو رابطة نازك الملائكة. كتب عنها ما يناهزالمائة وواحد من الأدباء والدارسين، وقد جمعت بعض هذه الدراسات في كتاب (النجف الاشرف أدباؤها وكتابها وشعرائها لعبد الرضا فرهود). كما وكتب عنها في (مستدرك شعراء الغري). ترجمت قصائدها إلى اللغات الانجليزية والكردية والاسبانية والبوسيفية والايطالية، ونشرت في المجلات والدوريات والصحف العراقية والعربية والعالمية. شاركت في أغلب المهرجانات الأدبية العراقية كالمربد والسياب والجواهري والمدى، كما وشاركت في مؤتمرات أدبية وثقافية، امعات البصرة بابل والكوفة. لها محاولات عديدة في النقد الأدبي كتبتها على شكل قراءات لبعض المجاميع الشعرية والقصصية، وتعمل حاليا مدرسة في إحدى ثانويات النجف.

### النتاج الأدبي
بدأت فليحة حسن التدريس في المدرسة الثانوية عام 1988. بحلول عام 1991، أصبحت أول امرأة في النجف تنشر كتابًا شعريًا، وبحلول عام 2012 أصبحت أول امرأة في العراق تنشرُ كتابًا شعريًا للأطفال بعنوان "A Dream Guard". هربت من العراق بعد أن ظهر اسمها على قائمة الموت لجماعة مسلحة في عام 2011. هربت أولًا إلى إسكيشهير في تركيا، ثم إلى مدينة أخرى حيث أصرَّت على السماح لأطفالها بالذهاب إلى المدرسة. بعد العمل مع مكتب الأمم المتحدة في أنقرة، قُبلت في الولايات المتحدة من قبل جمعية خيرية كاثوليكية رومانية.

## أعمال الشاعرة
هذه قائمةٌ بأبرز أعمال الكاتبة والشاعرة العراقيّة فليحة حسن:
- لأنني فتاة.
- زيارة لمتحف الظل.
- خمسة عناوين لصديقي البحر.
- ولو بعد حين.
- مجموعة شعرية للأطفال (حارس الأحلام) ستصدر قريبا عن دار ثقافة الأطفال .
- قصيدة الحياة اليومية في الشعر العراقي.